# Gravit
Gravit — симулятор гравітації, який використовує алгоритм Барнса-Хата для моделювання гравітаційної задачі з N тіл.

## Особливості
- Можливість проглядати симуляцію в 3D, також доступна опція стереозображення
- Може бути встановленна як екранна заставка
- Запис симуляції і відігравання його при різних швидкостях
- Консоль для виконання сценаріїв
- Перегляд дерева октантів в реальному часі
- Кольори частинок можуть описувати масу, швидкість, прискорення, момент імпульсу або кінетичну енергію
- Початкові положення частинок можуть бути задані сценарієм Lua